# 107-ма ракетна бригада (СРСР)
107-ма ракетна бригада (107 РБр, в/ч 33552) — військове формування ракетних військ Радянської армії, що існувало у 1942—1992 роках. Бригада була однією з восьми подібних, що мали на озброєнні комплекс 9К72 «Ельбрус».
У 1992 році, після розпаду СРСР, увійшла до складу Збройних сил України як 107-ма ракетна бригада.

## Історія
У грудні 1942 року в навчальному центрі під Москвою була сформована 67-ма гаубична артилерійська бригада (ГАБр). Під час Другої світової війни бригада воювала у складі Західного фронту. У травні 1943 року 67ГАБр мала у складі три гаубичні артилерійські полки.
Після розформування Західного фронту перейшла в підпорядкування Ленінградського фронту. Бригада брала участь у боях під Ленінградом, у звільненні України, Молдови, Румунії, Угорщини, а на час перемоги перебувала в Австрії.
У роки Другої світової війни бригада отримала почесне найменування «Ленінградська» і була нагороджена орденом Кутузова ІІ ступеня, особовому складу бригади 17 разів оголошувалася подяка від Верховного Головнокомандувача.
У повоєнні роки бригада дислокувалася в містах України (Дніпропетровськ, Біла Церква, Київ) та Угорщини. Згодом її постійним місцем дислокації стало місто Кременчук.
У 1961 році на базі 67-ї гаубичної артилерійської бригади була сформована 107-ма ракетна бригада, яку озброїли оперативно-тактичним ракетним комплексом 9К72 «Ельбрус». Бригада перебувала у складі 6-ї гвардійської танкової армії Одеського військового округу.
У 1992 році 107-ма бригада увійшла до складу Збройних сил України як 107-ма ракетна бригада.

## Озброєння
- (1942—1961) гаубиці М-30
- (1961—1992) ОТРК 9К72 «Ельбрус», 18 пускових установок станом на 1990 р.[3]

## Командири
- (1942—???) полковник Колотілін Іван Георгійович
- (1960—???) генерал-майор Зайцев Т. М.
- полковник Пружанський
- (1982—1992) полковник Сельцов Віталій Олександрович